# Йегуновце (община)
Йегуновце (на македонска литературна норма: Општина Јегуновце; на албански: Komuna e Jegunovcës) е община, разположена в северозападната част на Северна Македония със седалище едноименното село Йегуновце.
Общината обхваща 17 села по горното течение на река Вардар в областта Долни Полог на площ от 176,93 km2. Населението на общината е 10 790 (2002) с гъстота от 60,98 жители на km2. Кмет на община Йегуновце е Дарко Блажески.

## Структура на населението
Според преброяването от 2002 година община Йегуновце има 10 790 жители.
| Етническа принадлежност | Процент |
| македонци               | 55,26%  |
| албанци                 | 44,02%  |
| турци                   | 0,04%   |
| роми                    | 0,38%   |
| власи                   | 0,00%   |
| сърби                   | 1,01%   |
| бошняци                 | 0,01%   |
| други                   | 0,28%   |